# Kamienica przy Małym Rynku 4 w Krakowie
Kamienica przy Małym Rynku 4 – zabytkowa kamienica znajdująca się w Krakowie, w dzielnicy I przy Małym Rynku, na Starym Mieście. 

## Historia
Na przełomie XIV i XV wieku wzniesiono w miejscu obecnej kamienicy dwa gotyckie domy. Z tego okresu zachowały się w dobrym stanie piwnice. W XVIII wieku budynki zostały połączone z zachowaniem odrębnych fasad. W 1969 dom został poddany renowacji, o czym przypomina napis na elewacji części północnej. Odtworzono wówczas sgraffitową elewację części południowej. Obecnie budynek jest własnością Akademii Sztuk Pięknych im. Jana Matejki w Krakowie. Mieszczą się w nim: Wydawnictwo ASP, Studium Języków Obcych oraz Sekretariat Studiów Doktoranckich i Jednostek Międzywydziałowych.
4 maja 1968 kamienica została wpisana do rejestru zabytków. Znajduje się także w gminnej ewidencji zabytków.